# 外貝加爾州

外貝加爾州州徽

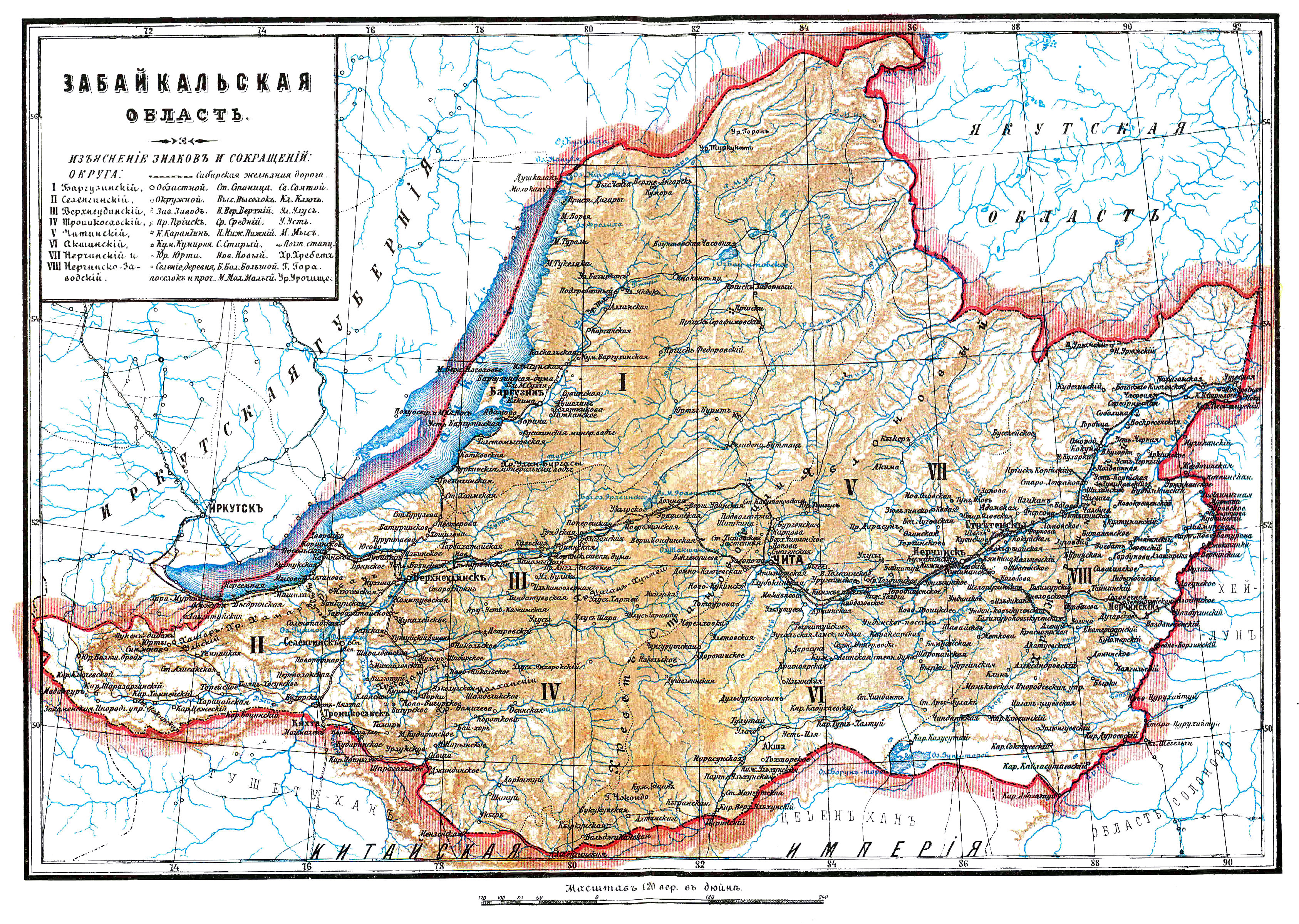
外貝加爾州

外貝加爾州（Забайка́льская о́бласть）是俄羅斯帝國和蘇聯早期的一個州。位於貝加爾湖以東，包括今日的布里亞特共和國和外貝加爾邊疆區。面積約61.3萬平方公里，1897年人口672,037人。首府赤塔。
1851年建省，1884年改受濱海總督區管轄，1906年3月17日被納入伊爾庫茨克總督區。